# Jadranka Đokić
Jadranka Đokić, född 14 januari 1981 i Pula, är en kroatisk skådespelare.
Jadranka Đokić debuterade 1999 i filmen Šverceri hlapić.
Đokić spelade mellan 2004 och 2007 rollen som Helga i den kroatiska situationskomedin Naša mala klinika på Nova TV.